# Charles Landelle
Charles Landelle (Laval, 2 giugno 1821 – Chennevières-sur-Marne, 13 dicembre 1908) è stato un pittore francese.

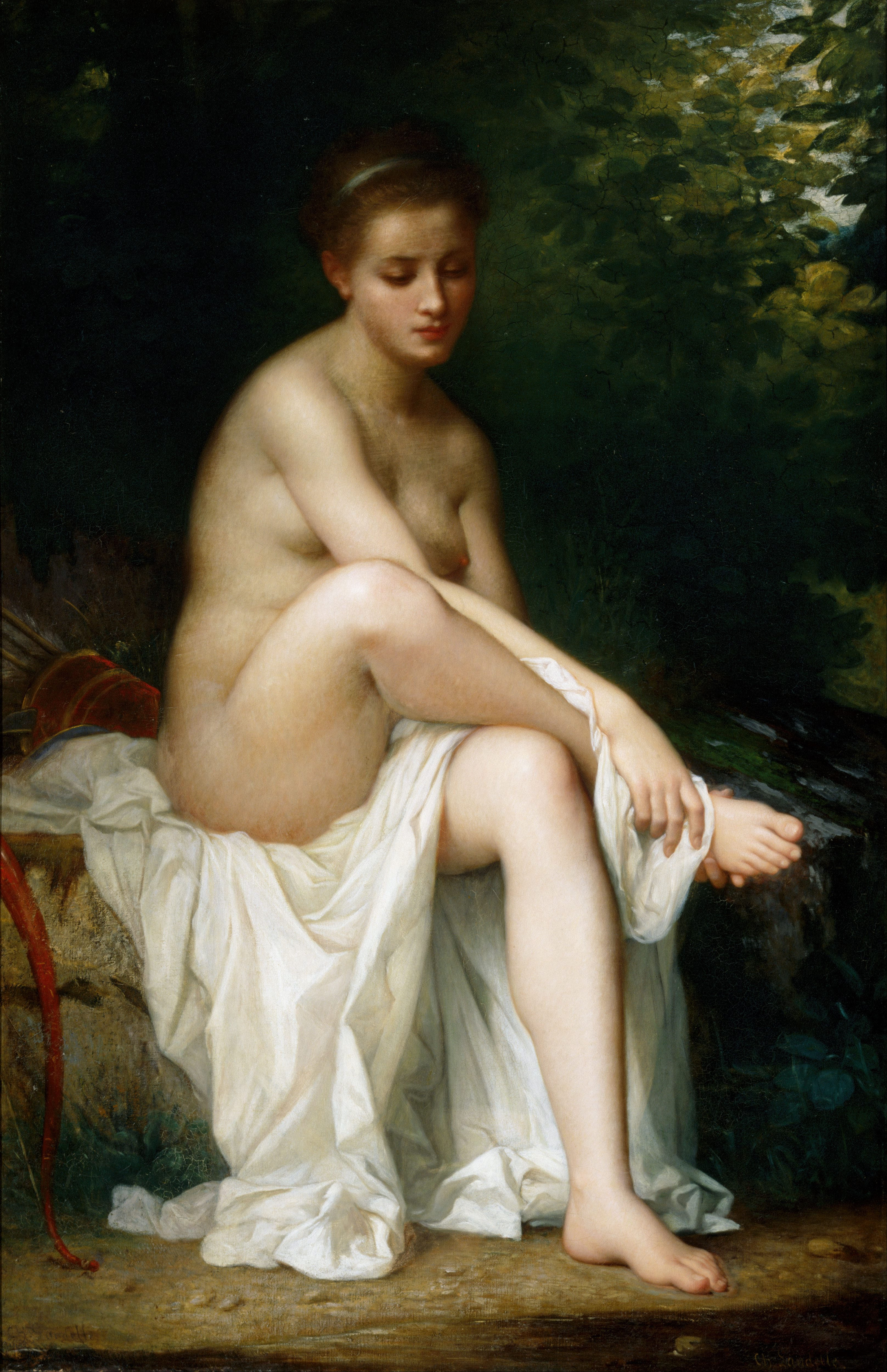
Ismenìa, ninfa di Diana

Fu un artista accademico di genere,  famoso per i suoi ritratti e  fra i più rappresentativi esponenti  della pittura orientalista.

## Biografia
Figlio di un impiegato della Prefettura della città di Laval, Charles Zacharie Landelle fu allevato in una famiglia di modeste condizioni. Quando il padre, nel 1827, fu trasferito a Parigi, il piccolo Charles, che aveva appena sei anni, lo seguì, lieto di poter accedere un giorno alle grandi scuole di pittura della capitale.
Da quell'anno abitò sempre a Parigi sinché visse. E i suoi sogni si avverarono: a sedici anni fu ammesso a frequentare la Scuola di Belle arti, dove poté maturare una base tecnica sicura e sviluppare il suo non trascurabile talento.  I suoi ritratti e le sue opere religiose, infatti, incontrarono ben presto il favore del pubblico.
L'opera con cui debuttò al Salon nel 1841 fu un autoritratto che venne subito notato dal re Luigi Filippo. Landelle venne premiato con una medaglia e i critici lo apprezzarono e iniziarono a considerarlo. La sua pittura, del resto, era perfettamente in sintonia con i gusti del tempo che si erano consolidati e sedimentati sia nella borghesia che negli ambienti aristocratici, perché lontana da concessioni alle audaci avanguardie impressioniste e post-impressioniste .
Ma Landelle, al di là del dipingere in modo "politicamente corretto", mostrò una notevole capacità di cogliere, specie nei ritratti, più la personalità dei soggetti che non le pure forme e la composizione generale. È ciò che indubbiamente attira lo sguardo dinanzi ai suoi quadri 
Anche Napoleone III ne ammirò molto l'opera e gli acquistò le due tele delle Beatitudini del 1852, per offrirle poi alla città di Laval. Nel 1848 anche il Municipio di Parigi acquistò una sua Santa Cecilia, che è oggi conservata nella chiesa di Saint-Nicolas-des-Champs, e nel 1855 lo stesso imperatore gratificò Landelle con la Legion d'Onore per il quadro Il riposo della Vergine, che poi acquistò personalmente.
Quest'ultimo gesto determinò la definitiva consacrazione e assieme la fortuna di Landelle: egli divenne infatti, il ritrattista di talento dell'alta società. E i musei, le chiese (Saint-Sulpice, Saint-Germain-l'Auxerrois), gli edifici pubblici e i palazzi di stato come l'Eliseo, adornarono le loro sale con le sue grandi composizioni. Sono di questo periodo i ritratti di Alfred de Musset (conservato al castello di Versailles) e di Mounet-Sully (oggi al Museo delle arti di Fécamp).   

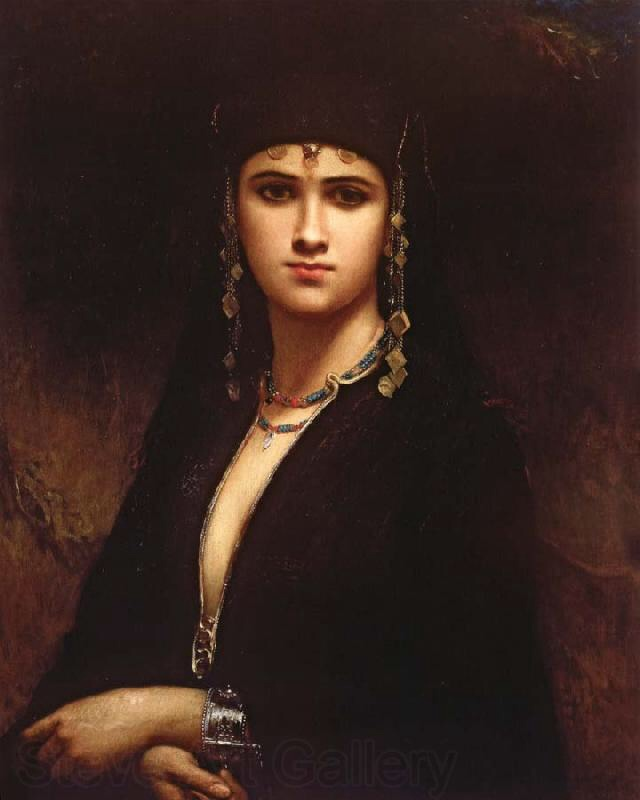
Donna egiziana

A trentasei anni Landelle prese moglie. Sposò nel 1857 Alice Letronne, figlia di quel Jean-Antoine Letronne, generale della Guardia, che nel 1848 aveva salvato gli Archivi nazionali.

Alice gli diede due figli, Paul e Georges, ma ambedue morirono prematuramente, quando Landelle era ancora in vita.
Nel 1859, su ordinazione di Napoleone III, decorò inoltre un salone dell'Eliseo: sui sei sovrapporta dipinse i quattro elementi (Aria, Acqua, Terra e Fuoco) e due allegorie (La Pace e  La Guerra).
Fu un artista assai prolifico e al tempo stesso  virtuoso, diligente. Realizzò fra le 2000 e le 3000 opere, comprese le repliche . In età ormai avanzata promosse la realizzazione di un museo di pittura nel suo paese natale, che egli inaugurò nel 1895 all'apice della sua fama e a fianco del Presidente della Repubblica. Oggi quel museo è divenuto il Museo delle scienze.
Landelle visse agiatamente e nella vecchiaia si trovò a possedere vasti appezzamenti terrieri, alcune ville e un palazzo a Parigi tutto arredato con mobili di pregio e tappezzerie.
Morì a 87 anni, senza discendenti, in una cittadina nei pressi di Parigi.

## La passione orientalista

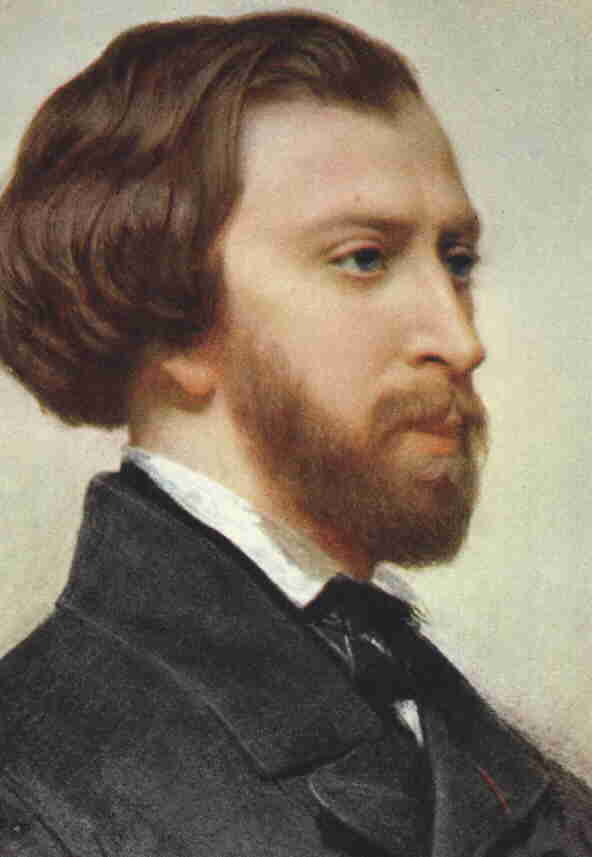
Alfred de Musset

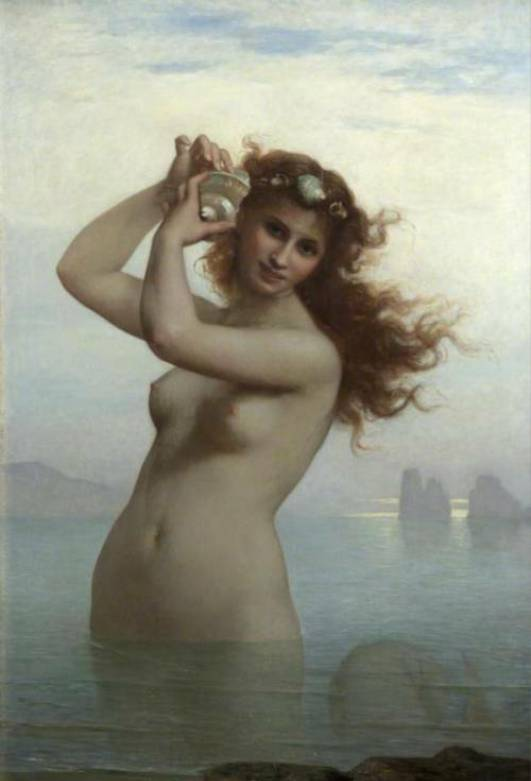
La sirena

Landelle fu anche uno dei più validi rappresentanti della corrente orientalista, secondo il gusto vagamente esotico dell'epoca.
A tali temi e soggetti fu avvicinato dai suoi numerosi viaggi in Medio Oriente e in Nord Africa, da dove riportò in patria, negli anni 60, dei lavori spesso molto ben riusciti. La sua prima visita in Marocco data il 1866, anno nel quale però non dipinse molto e preferì osservare, limitandosi a far parte della delegazione ufficiale.
Realizzò comunque il quadro Donna fellah che gli valse il soprannome di "pittore dei fellah" e che fu acquistato dall'imperatore per la sua collezione personale. Questa però andò distrutta nell'incendio del castello di Saint-Cloud nel 1870.
Una copia del quadro, realizzata dopo l'incendio dallo stesso Landelle, è oggi conservata nel Museo del Vecchio Castello di Laval .
Nel 1875 fu in Egitto e risalì il Nilo con l'esploratore egittologo Auguste Mariette. Da quella esperienza in poi Landelle si recò ogni anno in Algeria o in Oriente riportando indietro dipinti eseguiti nei luoghi delle sue peregrinazioni.

## Alcune opere
- 1844 - Testa di giovinetta
- 1854 - Alfred de Musset
- 1862 - L'italiana
- 1865 - Breve sosta alla fontana
- 1866 - Donna armena
- 1876 ? - Donna di Tebe
- 1878 - Ismenìa, ninfa di Diana
- 1879 - La sirena
- 1883 - La messaggera delle tempeste
- 1889 - Bambino con un ramo di malva
- 1897 - Giovane donna
- 1898 - Ragazza con l'agrifoglio
- 1900 ? - Donna fellah
- 1901 - Giovane filatrice araba
- 1906 - Giovane araba
- 1907 - L'acqua del Nilo
- 1907 - Arcate sotto il sole
- - n.d. - Bambini nomadi
- - n.d. - Giovane ebrea di Tangeri
- - n.d. - Giovane algerina che suona il darbouka
- - n.d. - Charles Baudin, ammiraglio di Francia

## Galleria d'immagini

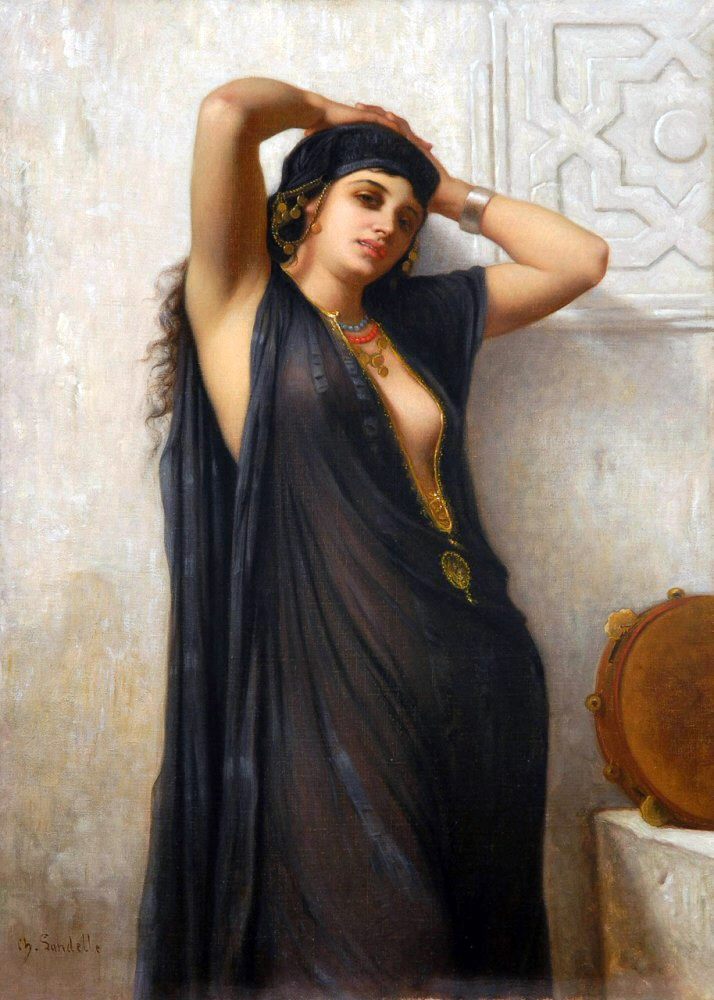
Gitana
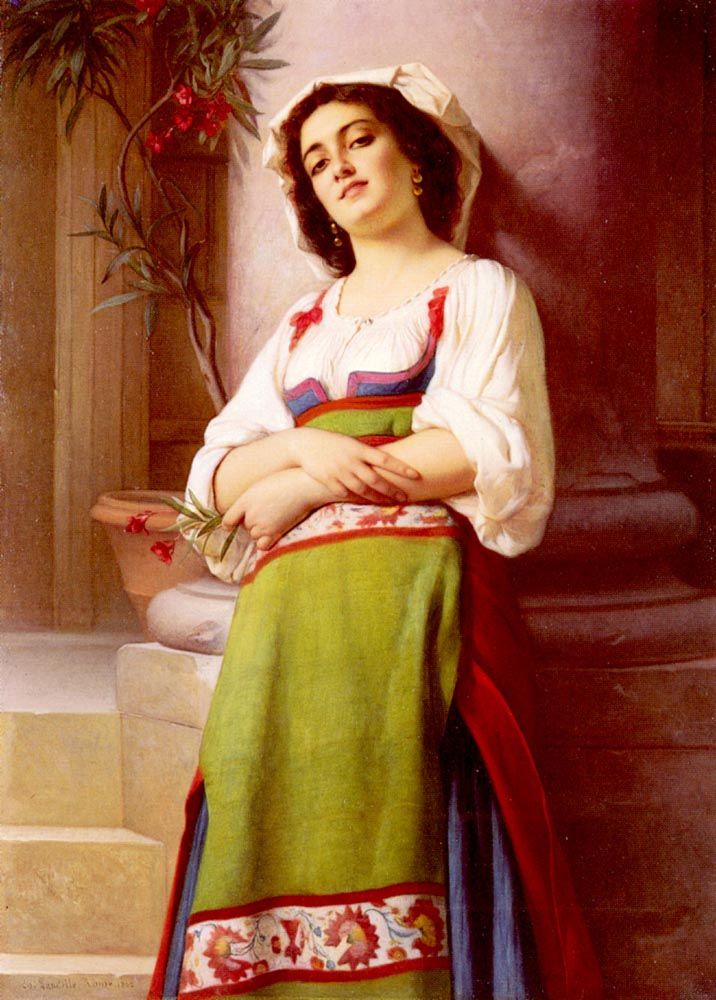
Donna italiana
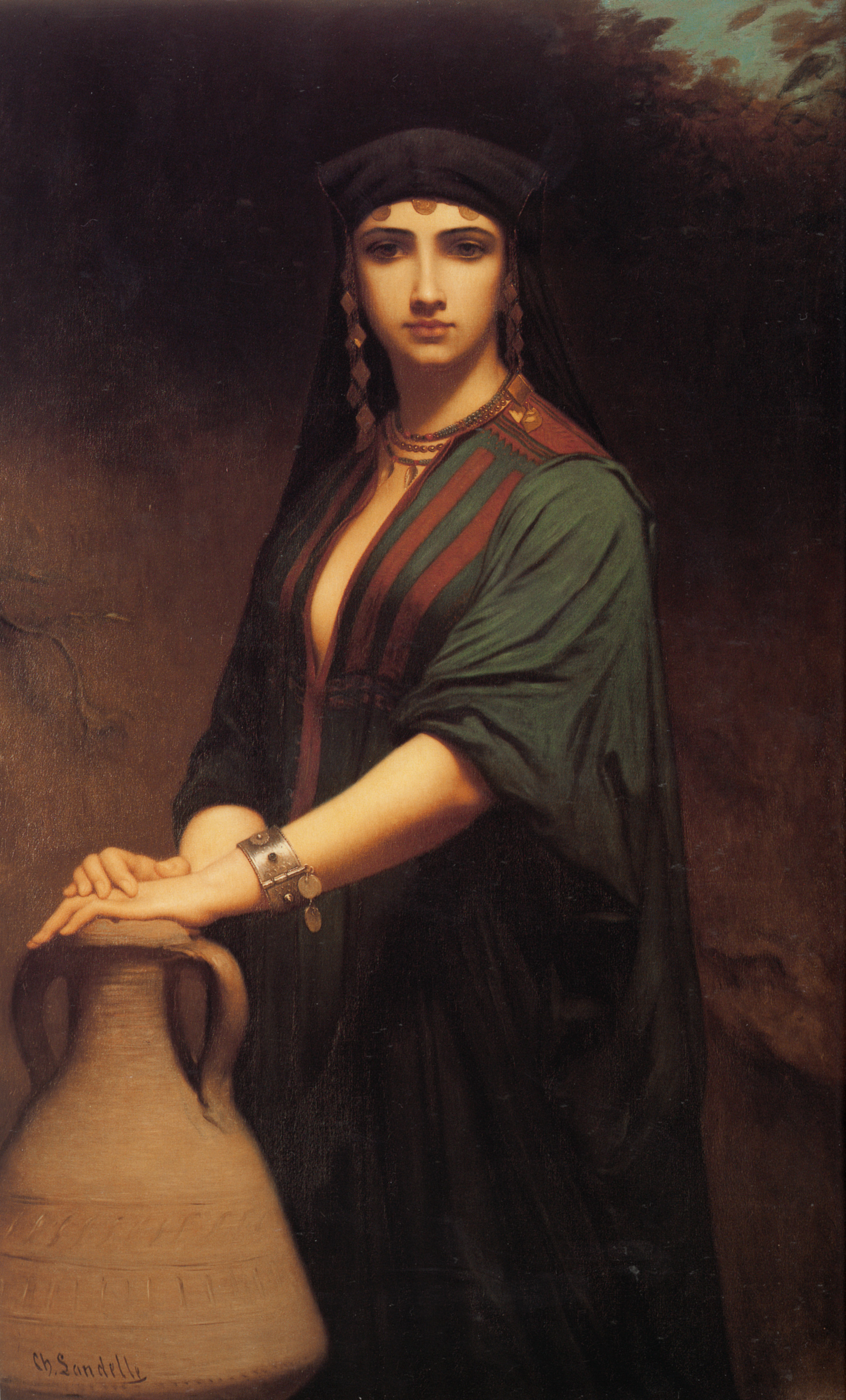
Donna "Fellah"
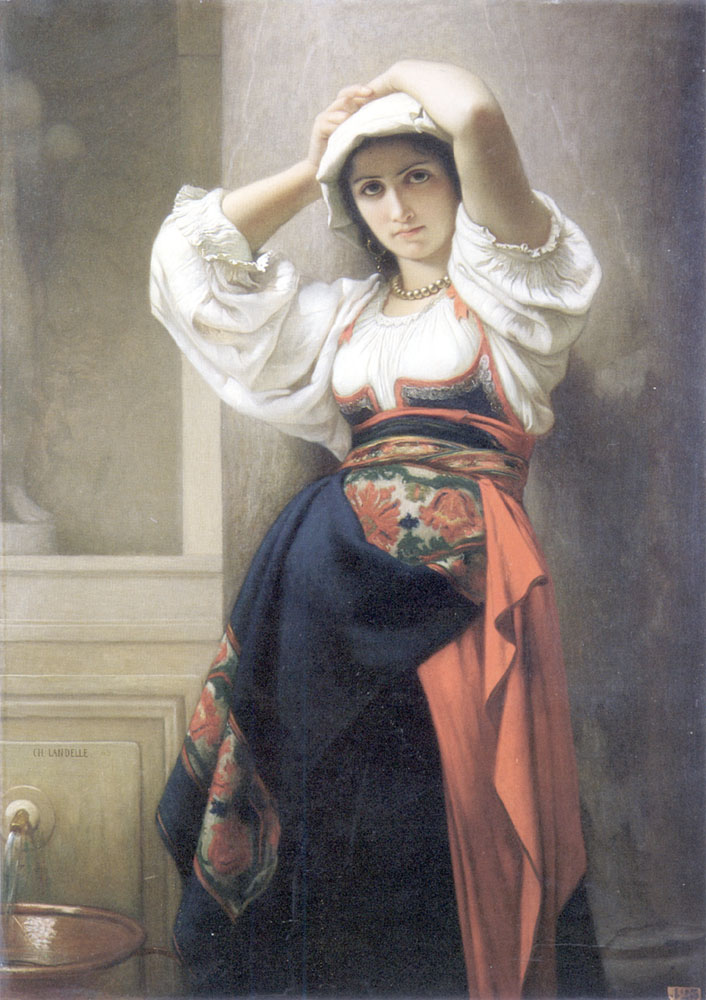
Breve riposo presso la fontana
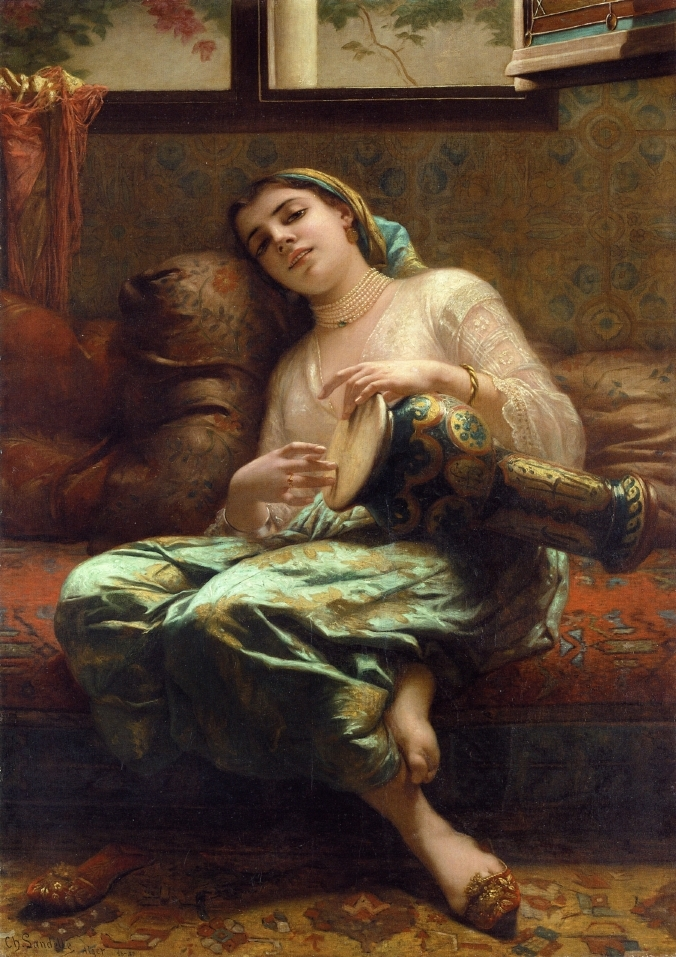
Algerina che suona un Darbouka
Giovane ebrea di Tangeri